# 九切里站
九切里站（：／ Gujeol-ri yeok */?）是旌善線的終點車站，位於韓國江原道旌善郡餘糧面九切里，有旌善觀光列車（정선풍경열차）停靠。

## 历史
- 1974年12月20日 - 落成使用[1]。

## 相鄰車站
韓國鐵道公社
旌善線
阿烏拉吉－九切里